# Robert Z'Dar
Robert James Zdarsky, conocido como Robert Z'Dar (3 de junio de 1950 - 30 de marzo de 2015), fue un actor y productor de cine estadounidense de series de películas clase B. Es conocido por su rol del policía asesino Matt Cordell en la trilogía de horror de culto Maniac Cop.
Z'Dar fue un prolífico actor, que en su carrera de veintinueve años como actor profesional participó en más de 120 películas y series de televisión. Trabajó principalmente en films de bajo presupuesto como también en superproducciones de Hollywood. 
Padecía una condición médica llamada querubismo, una enfermedad genética que se caracteriza por un crecimiento anormal de varios huesos de la cara, principalmente el maxilar inferior y maxilar superior. Z'Dar tenía una mirada única y fácilmente reconocible, con una apariencia ligeramente siniestra, que ayudó a cimentar su carrera con papeles de villanos.

## Primeros años
Robert James Zdarsky nació en Chicago, Illinois, descendiente de una familia de origen lituano. Tras finalizar la escuela secundaria, se matriculó en la Universidad de Arizona. Después de graduarse de la universidad, volvió a Chicago y se unió a la policía de esa ciudad, al mismo tiempo que se ganaba la vida escribiendo jingles publicitarios y hacía danza.

## Carrera como actor
Eventualmente, Z'Dar se trasladó a Los Ángeles para iniciar su carrera en la actuación. Su primera aparición en un largometraje fue en Hell Hole, en 1985.
Desde entonces, apareció en varias películas, incluyendo Hot Chili (1985), The Night Stalker, en donde interpretó al asesino de la vida real Richard Ramírez (1987), Cherry 2000 (1987), The Killing Game (1988), Grotesque (1988) y Entrenados para matar (1988), donde hacía de villano junto a Henry Silva y Marshall Trague y con Frank Zagarino como protagonista. Es en 1988 que se hizo famoso, al interpretar al sádico policía asesino Matt Cordell en el film Maniac Cop, junto 
a Bruce Campbell. Luego repetiría su papel en la secuela de 1990 y en la de 1993.
En 1989, fue tal la repercusión en su primer villano, que fue contratado para interpretar a Tiburón en el film de acción Tango & Cash, junto a Sylvester Stallone, Kurt Russell y Jack Palance.
Luego pasó a aparecer en decenas de películas como: The Final Sanction (1990), A Gnome Named Gnorm (1990), Killing American Style (1990), Beastmaster 2: Through the Portal of Time (1991), Mobsters (1991), Samurai Cop (1991), Return to Frogtown (1993), Marching Out of Time (1993), Death from Above (2011) y Easter Sunday (2015).

## Últimos años
Robert Z'Dar apareció en más de 120 películas y episodios de televisión como invitado especial, con al menos una película por año. Continuó haciendo al menos una película cada año, a pesar de una grave lesión en la espalda que sufrió en 2002 en un plató de una película que filmaba. Z'Dar fue hospitalizado por dolores en el pecho, estando viviendo en Pensacola, Florida. Pareció haberse recuperado, pero posteriormente sufrió un paro cardíaco y murió el 30 de marzo de 2015, a los 64 años, después de un mes de estar internado.